# 佛利尔美术馆
佛利爾美術館（英語：Freer Gallery of Art），是一座位於美國華盛頓哥倫比亞特區的美術館，与亚瑟·M·賽克勒美術館（Arthur M. Sackler Gallery）共同构成了史密森尼学会的东方文化的國立亞洲艺術博物館。该馆藏有来自歐洲、东亚、南亚、东南亚、阿拉伯地区、古近东以及古埃及的艺术作品，以及美国艺术作品。
該美術館位於華盛頓特區國家廣場的南側，該博物館一年共開放364天（聖誕節關閉），由亚瑟·M·赛克勒美术馆的一名工作人員管理。佛利爾美術館收藏了超過 26,000 件物品，跨越了從新石器時代到現代的6,000年曆史。著名藏品包括古埃及石雕和木器、古代近東陶瓷和金屬製品、中國繪畫和陶瓷、韓國陶器和瓷器、日本屏風、波斯手稿和佛教雕塑。除亞洲藝術外，佛利爾美術館還收藏了美國藝術家詹姆斯·惠斯勒著名的作品《孔雀厅》。
目前，佛利爾美術館向公眾提供免費參觀，並經常安排常設展及活動，包括電影、講座、座談會、音樂會、表演。

### 中国

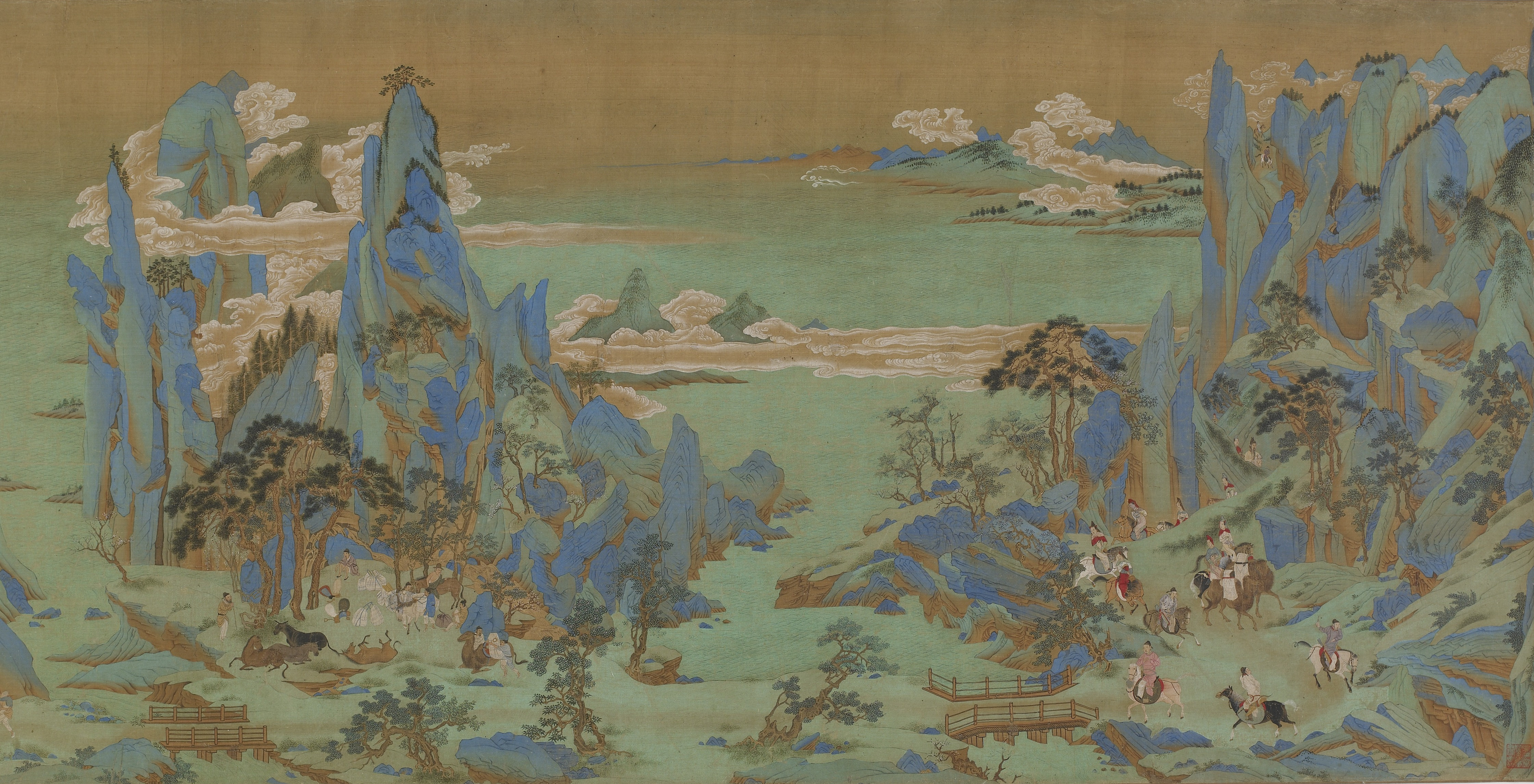
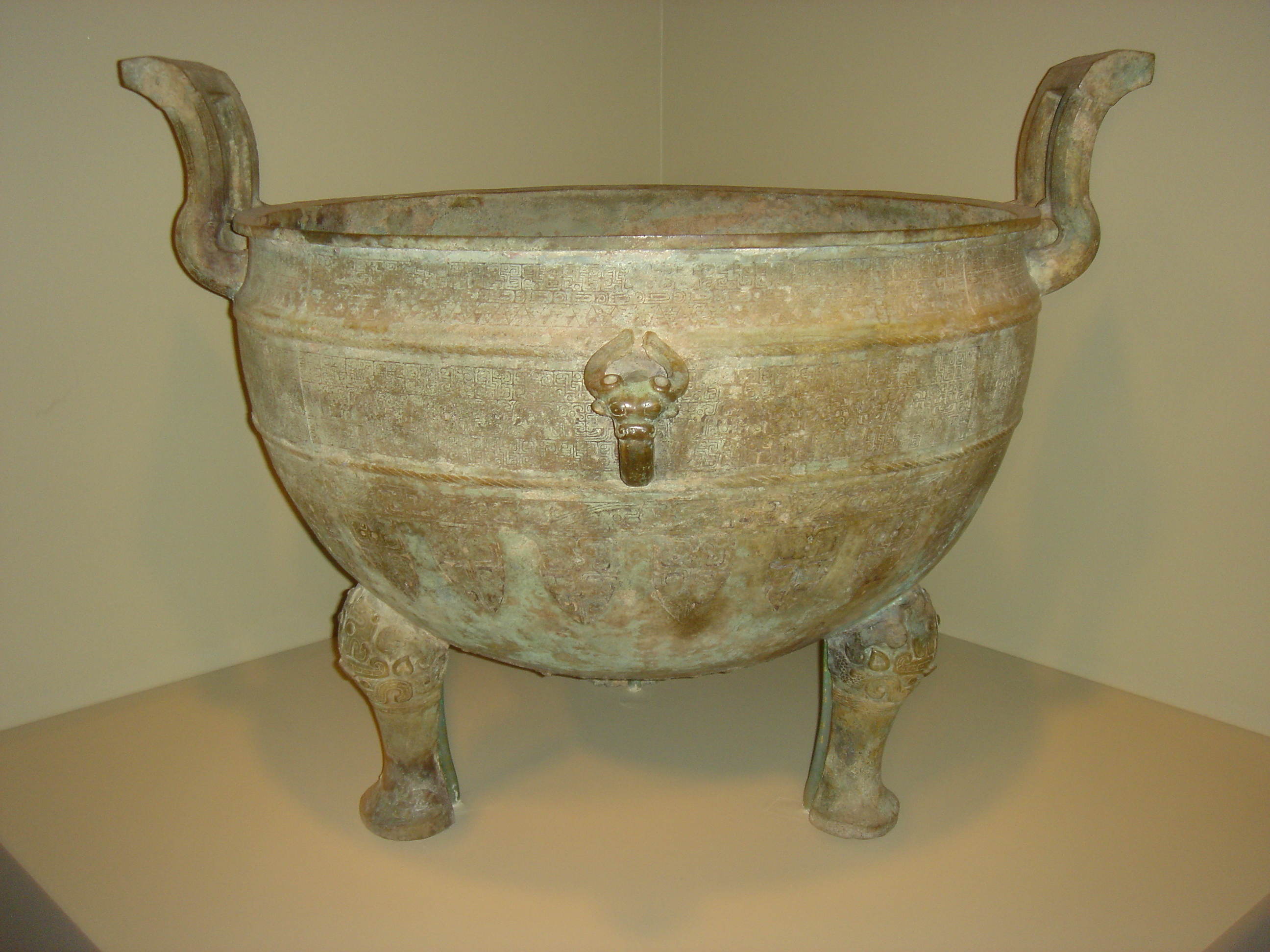
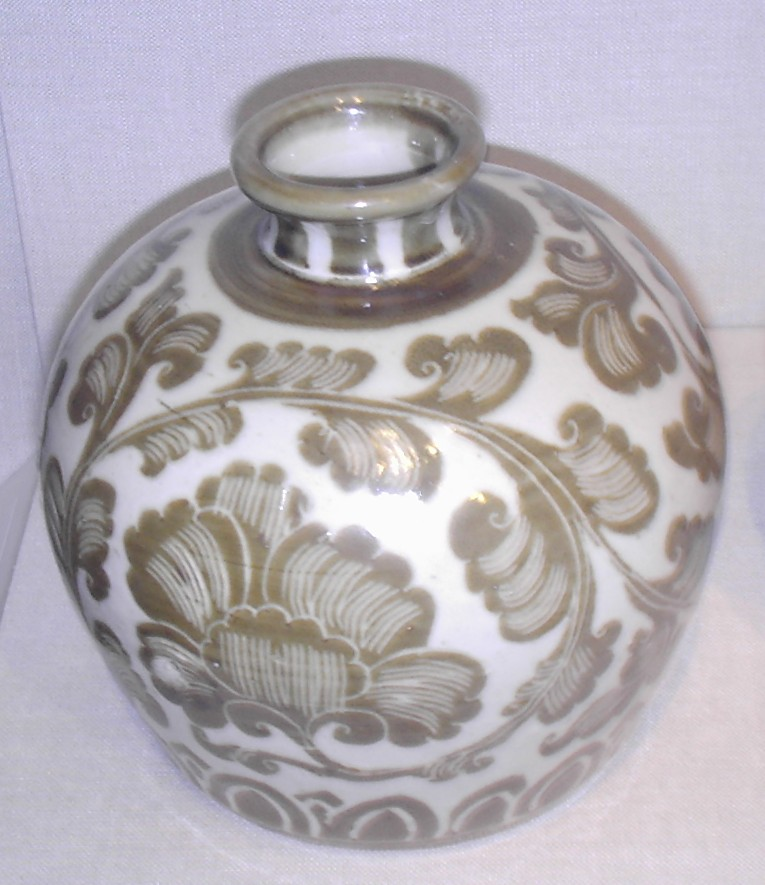
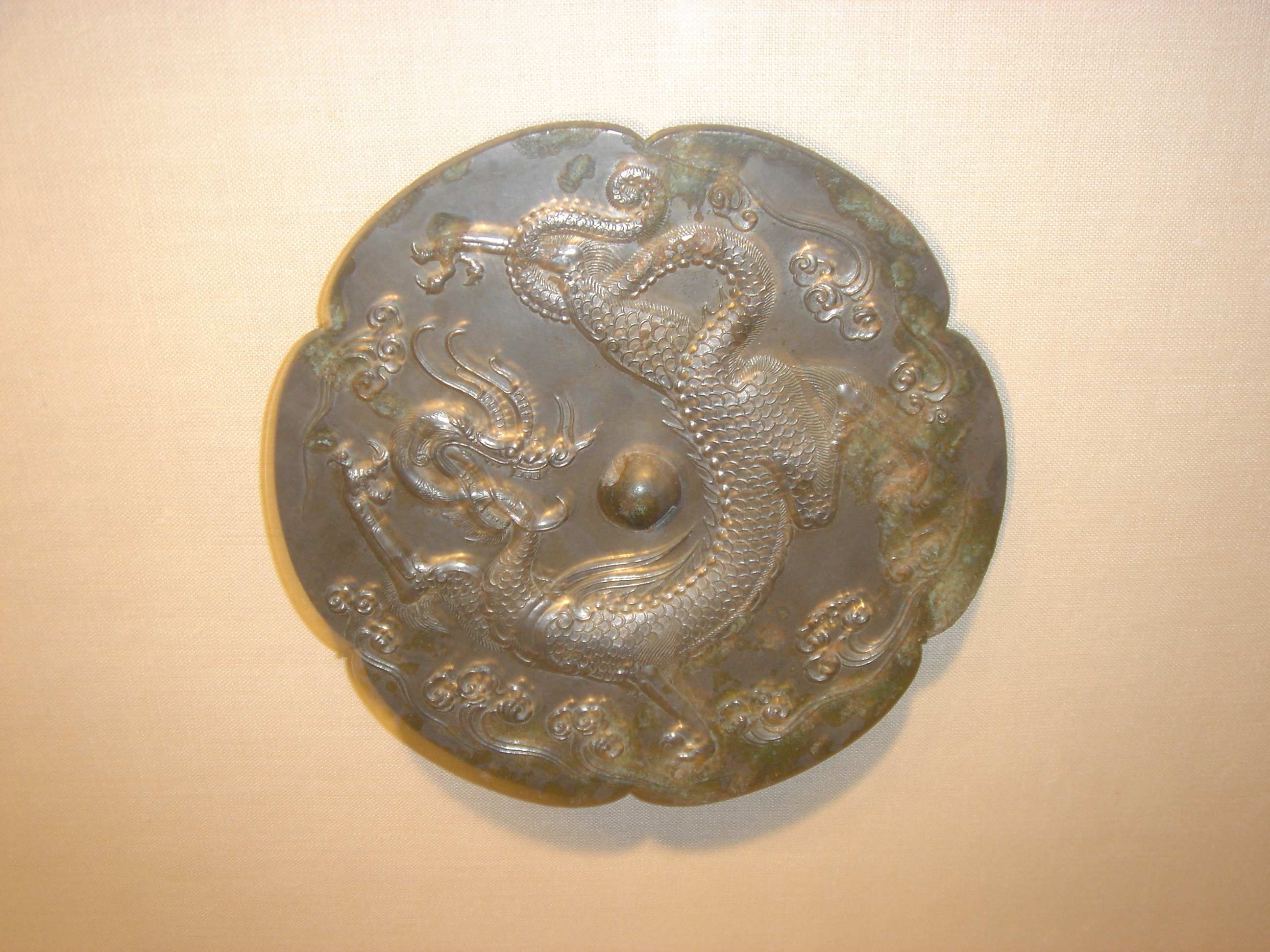
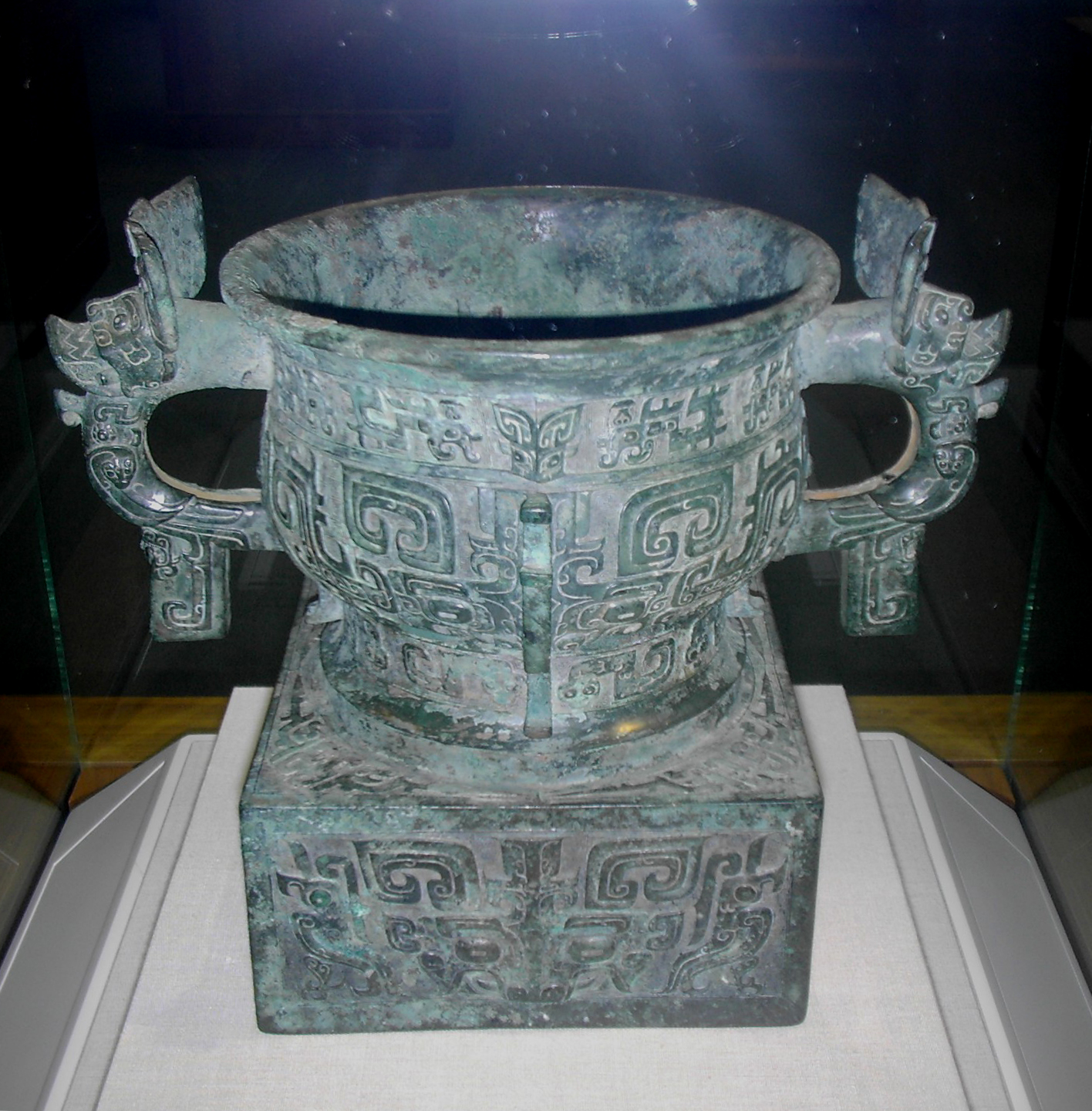
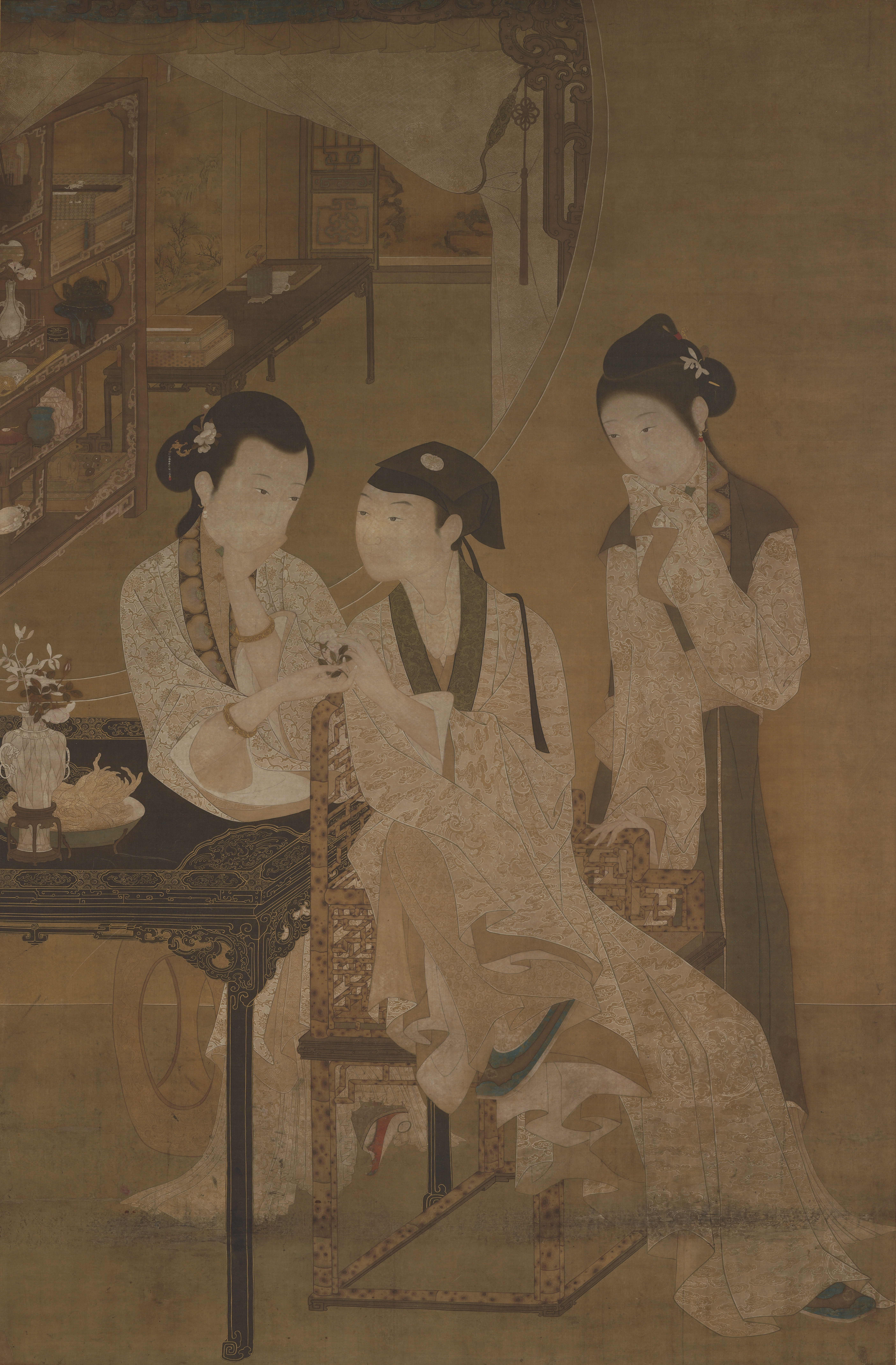
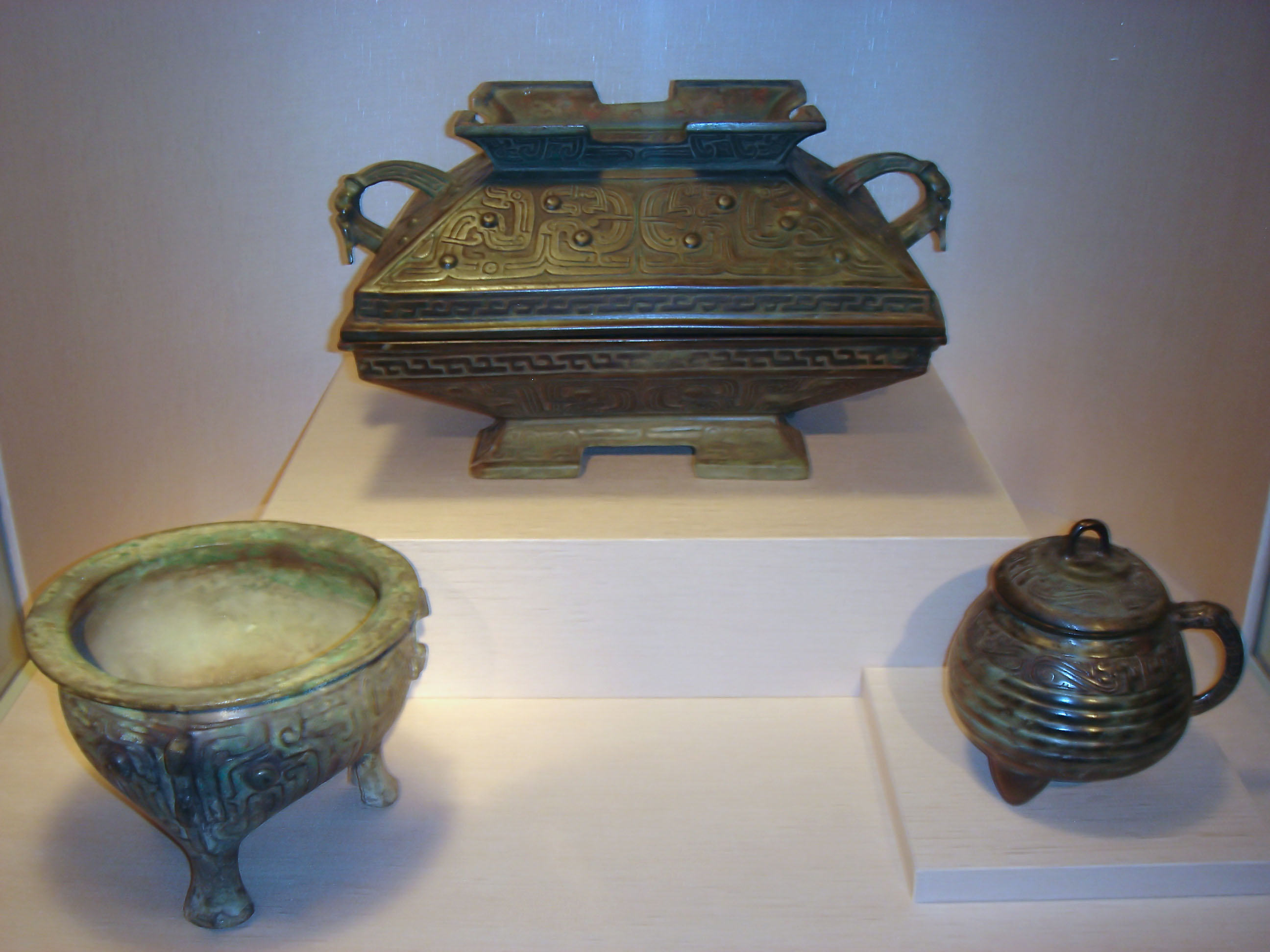
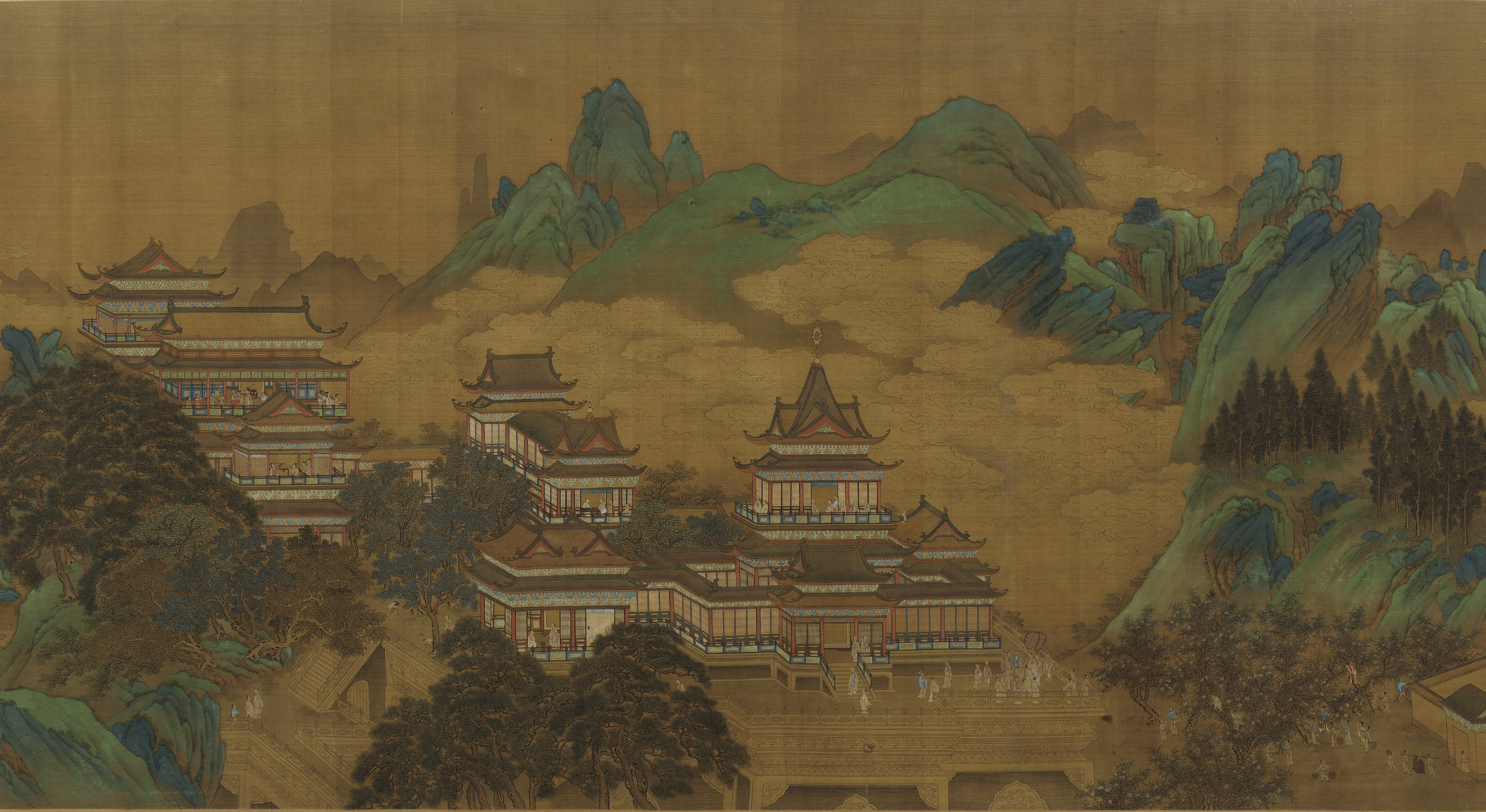
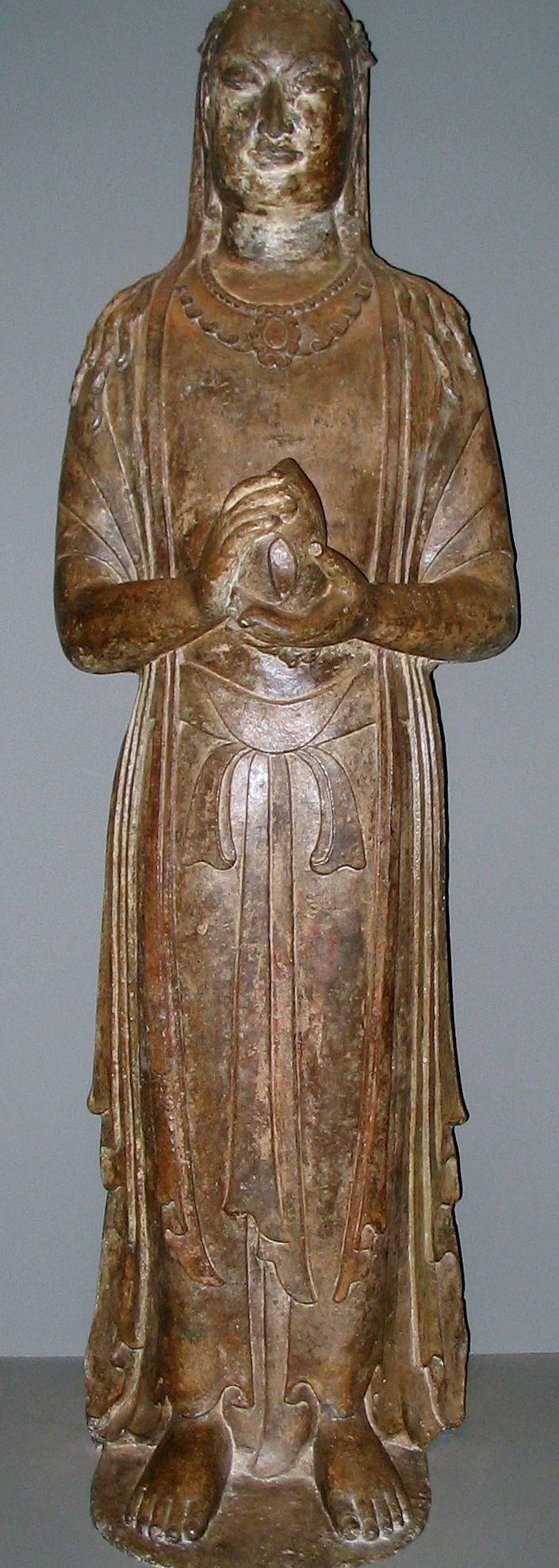
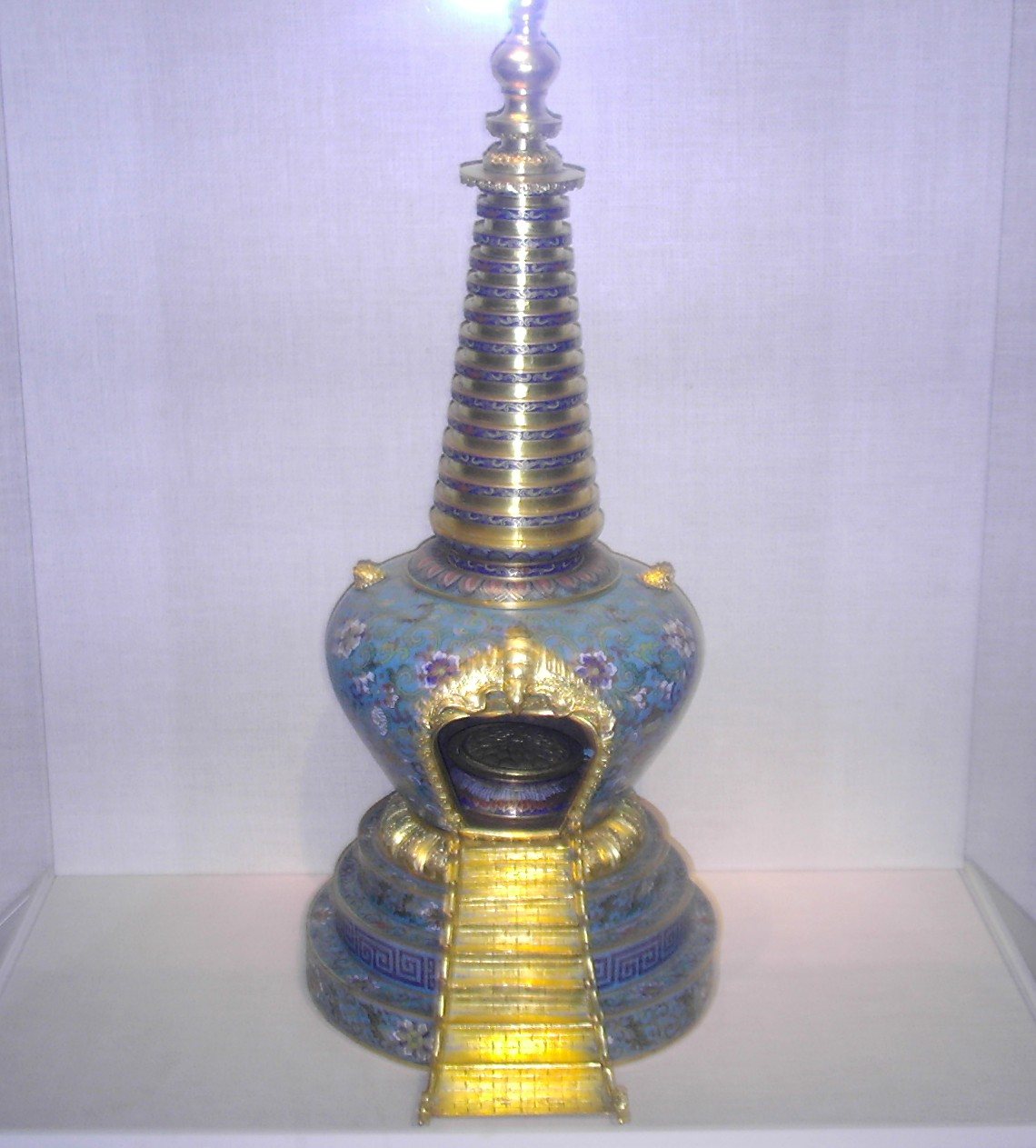
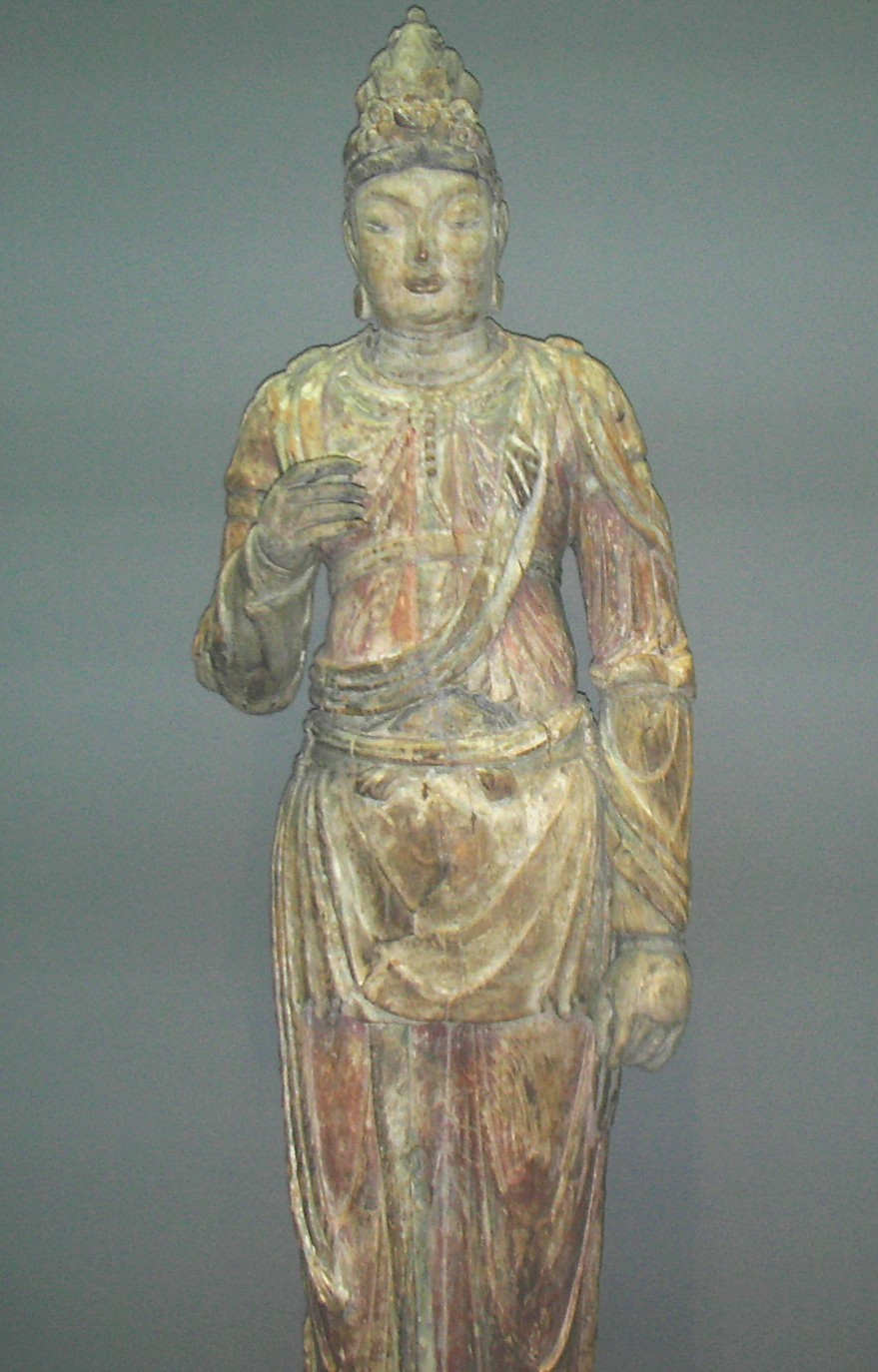
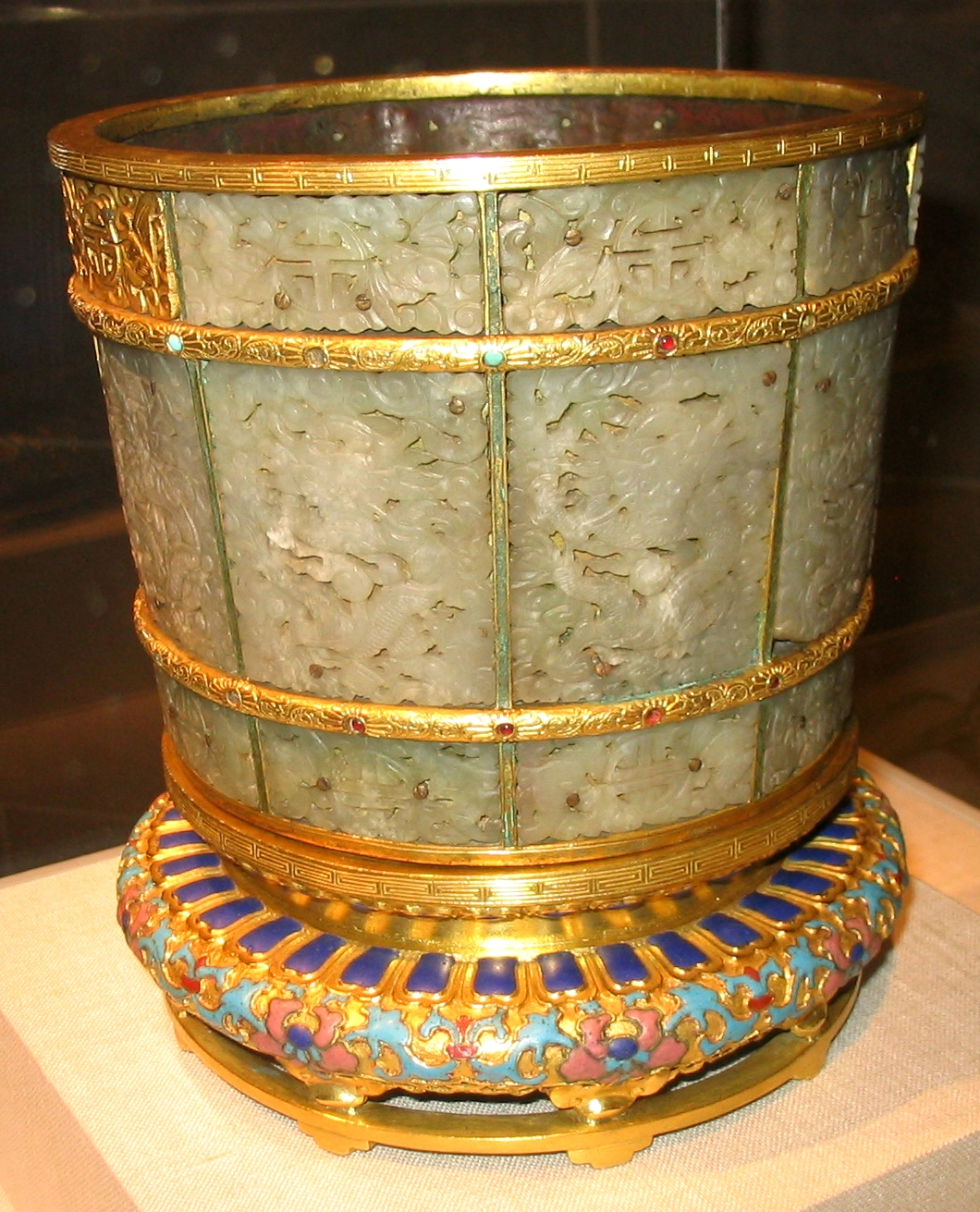

## 画廊

### 印度

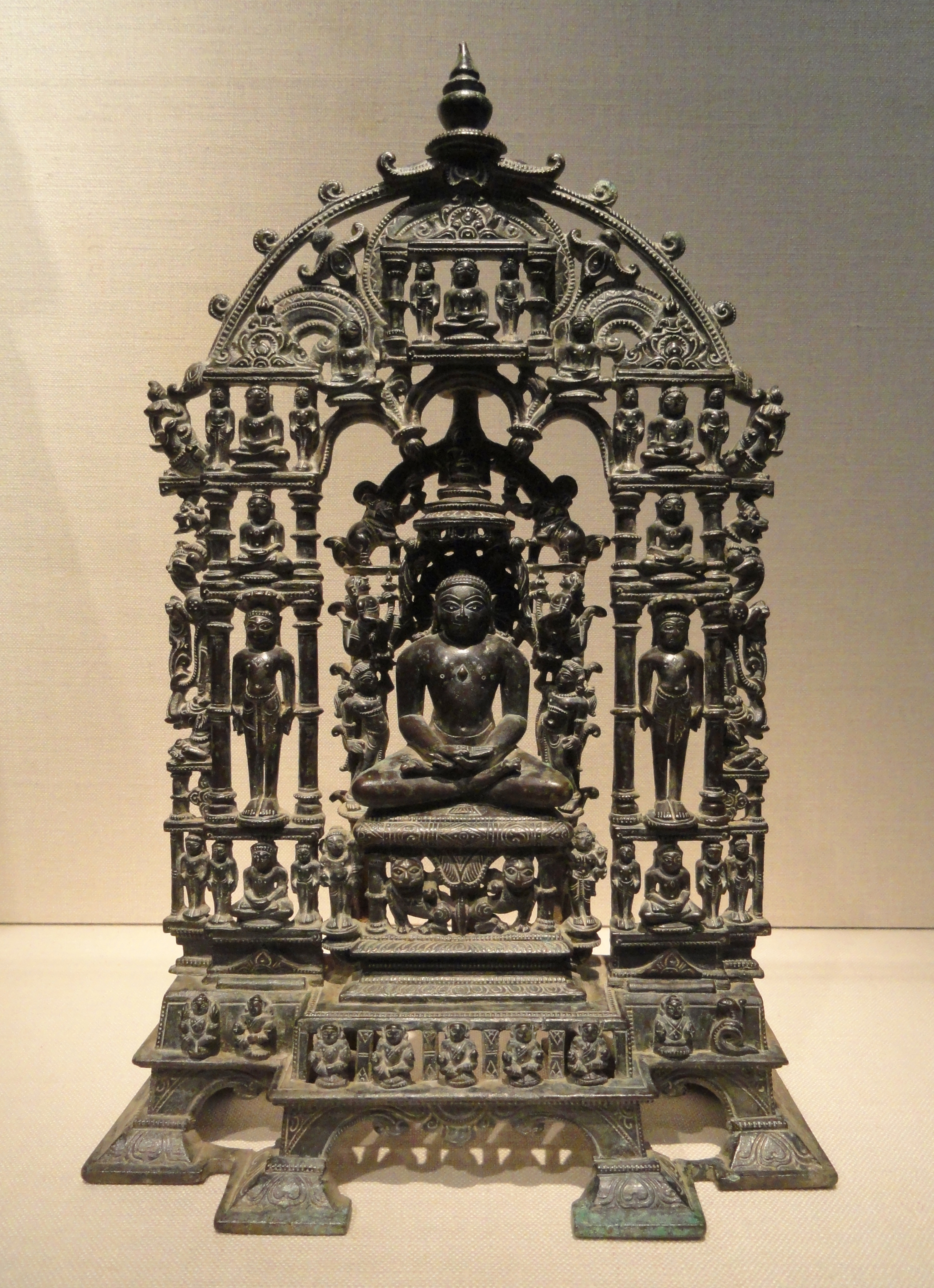
Shrine of Parshvanatha, 11th Century
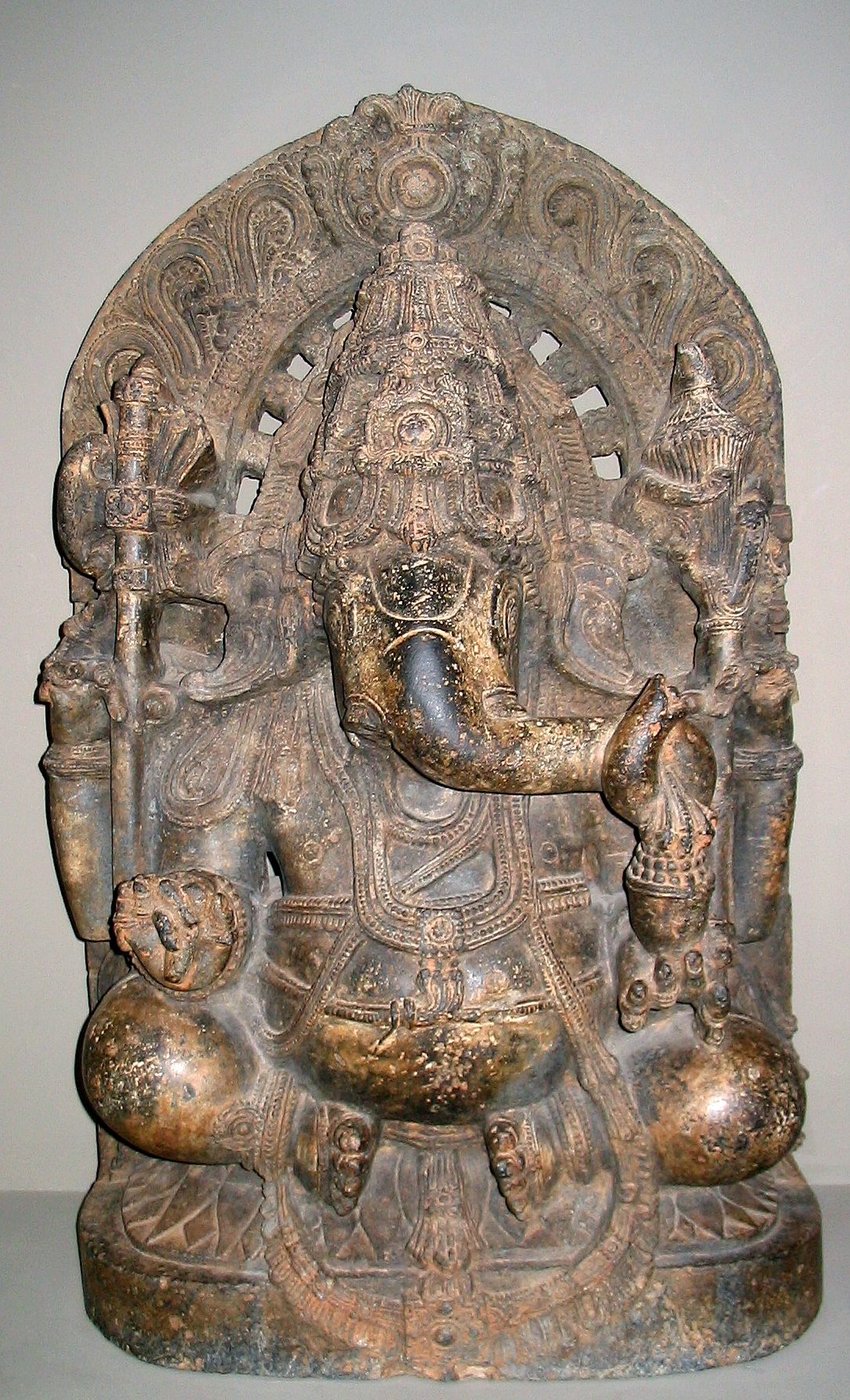
Seated Ganesha, Hoysala dynasty, 12th-13th century
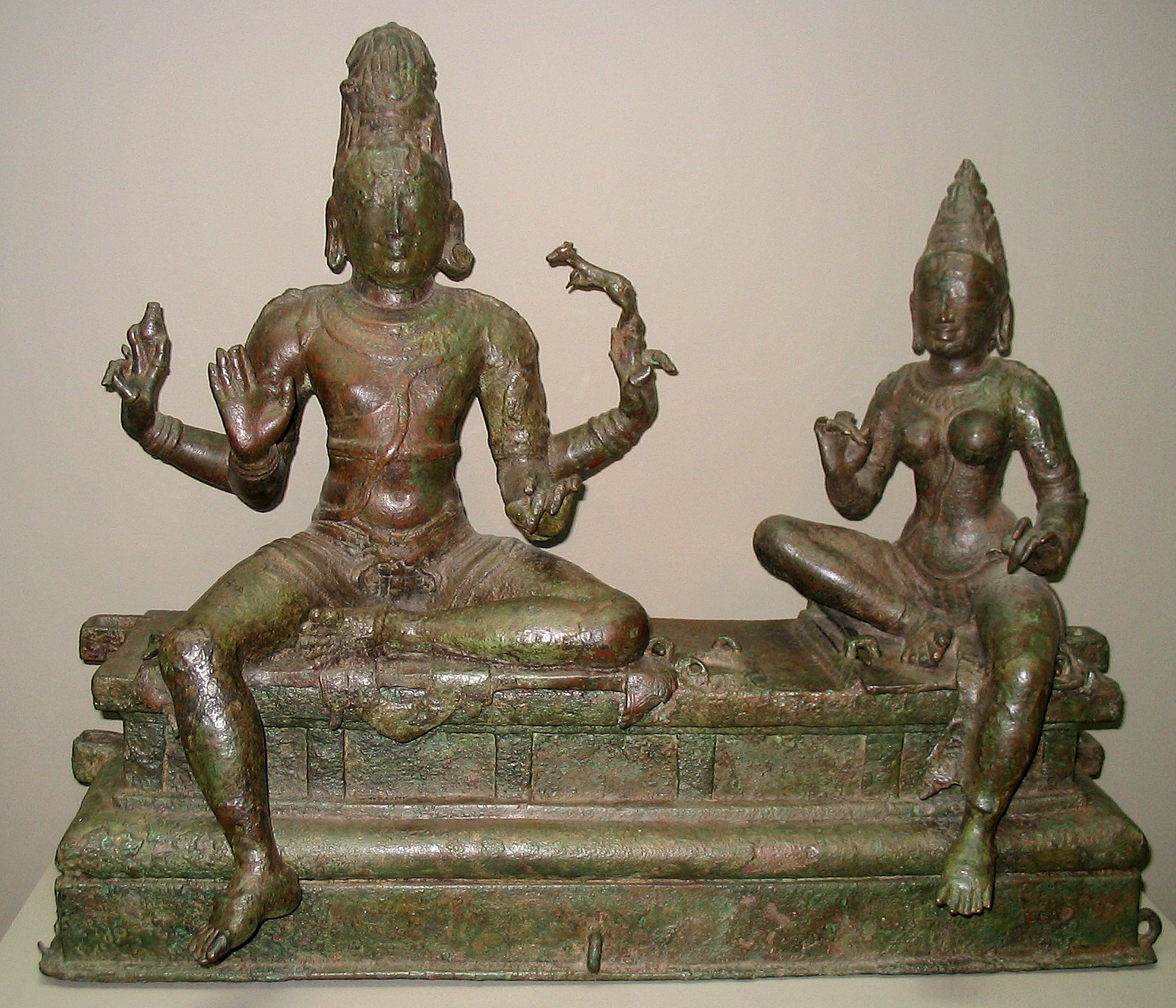
Somaskanda (Shiva and his wife Uma), Chola dynasty, 12th century
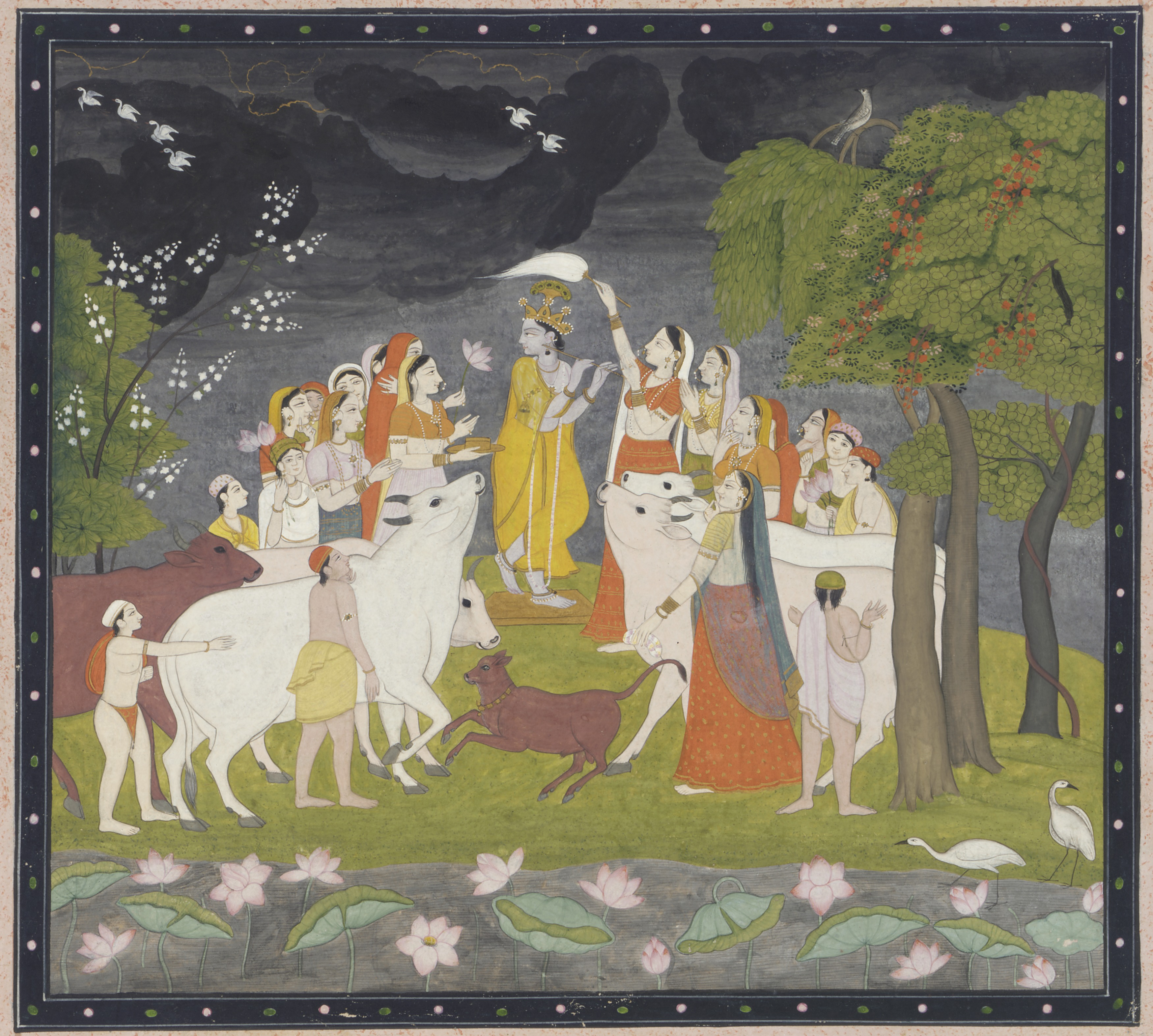
Sri Krsna with the flute Opaque watercolor and gold
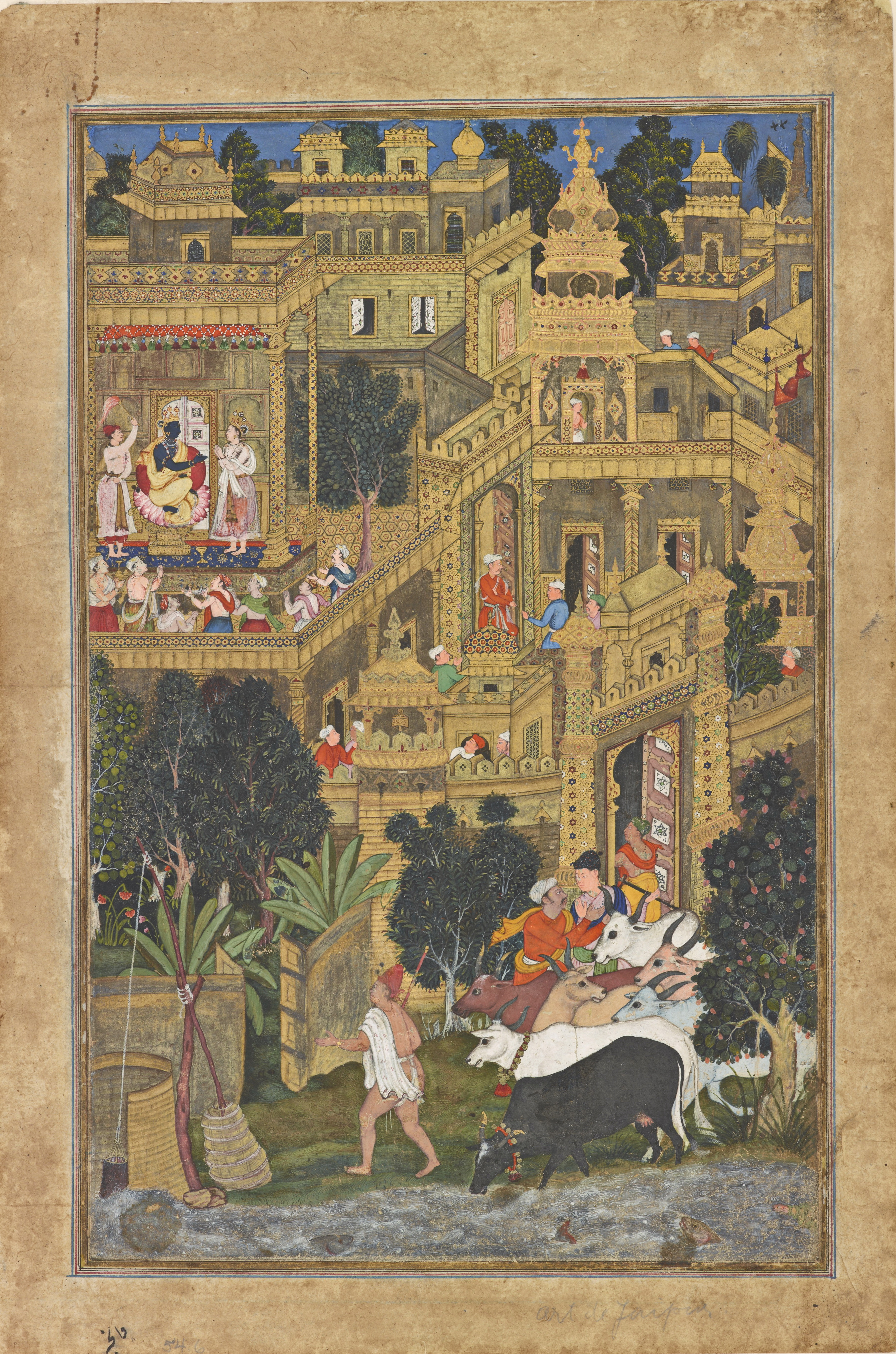
Dipiction of the Lord Krishna in the Golden City from the Harivamsha

### 埃及

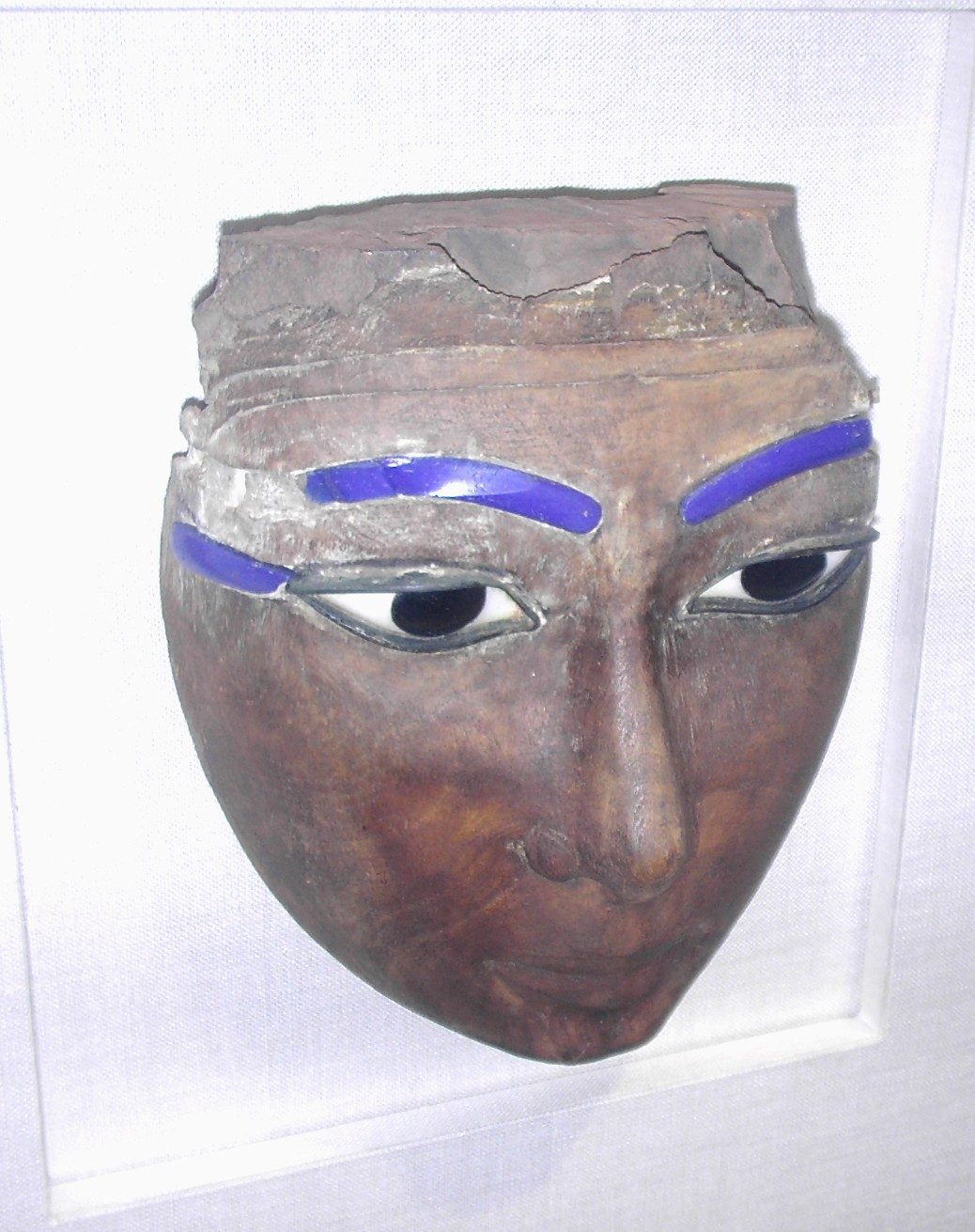
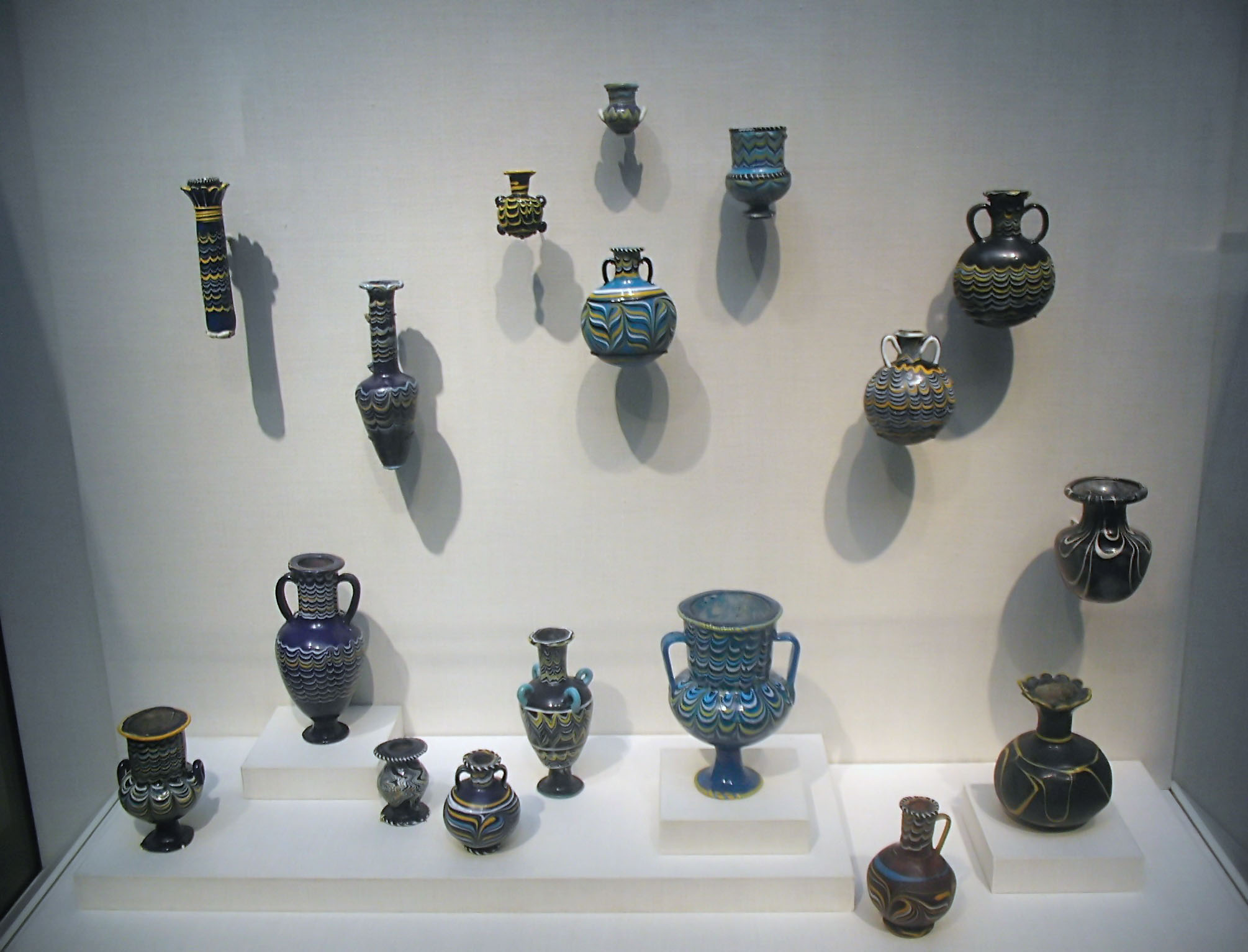

### 日本

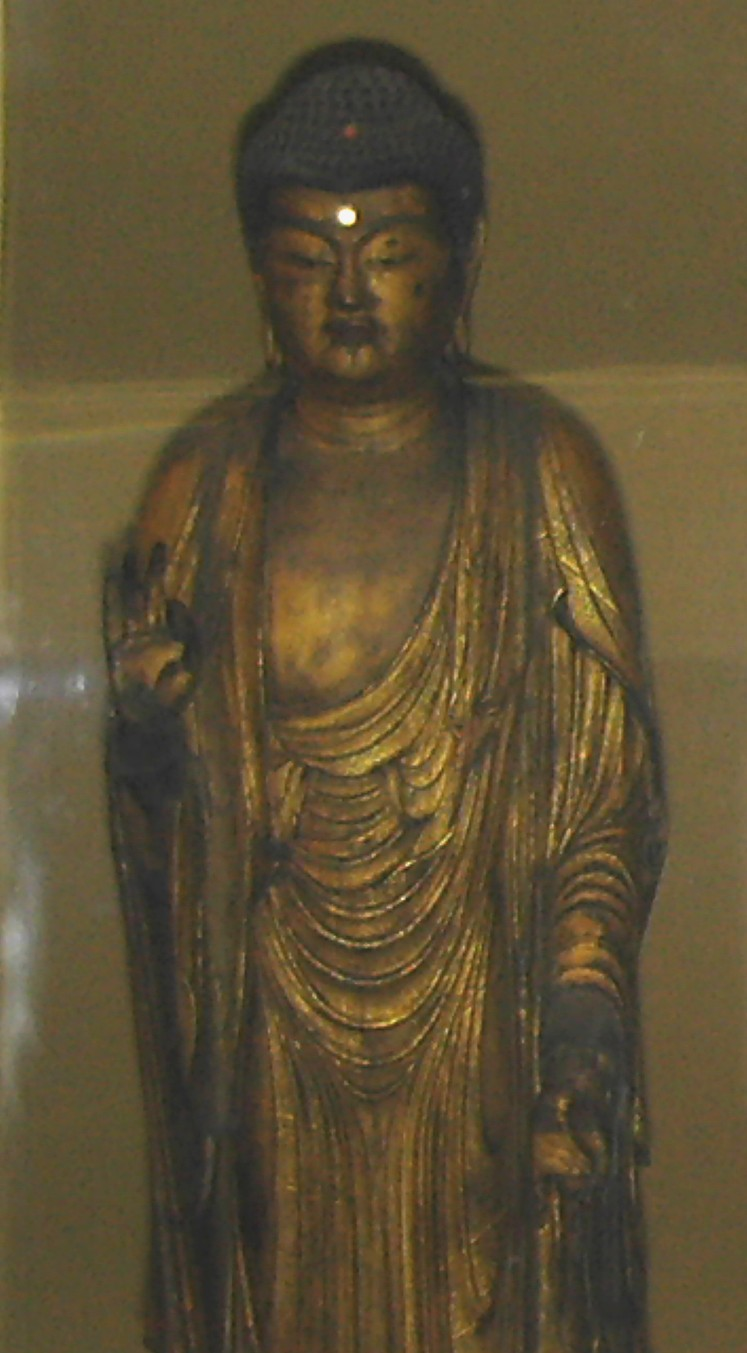
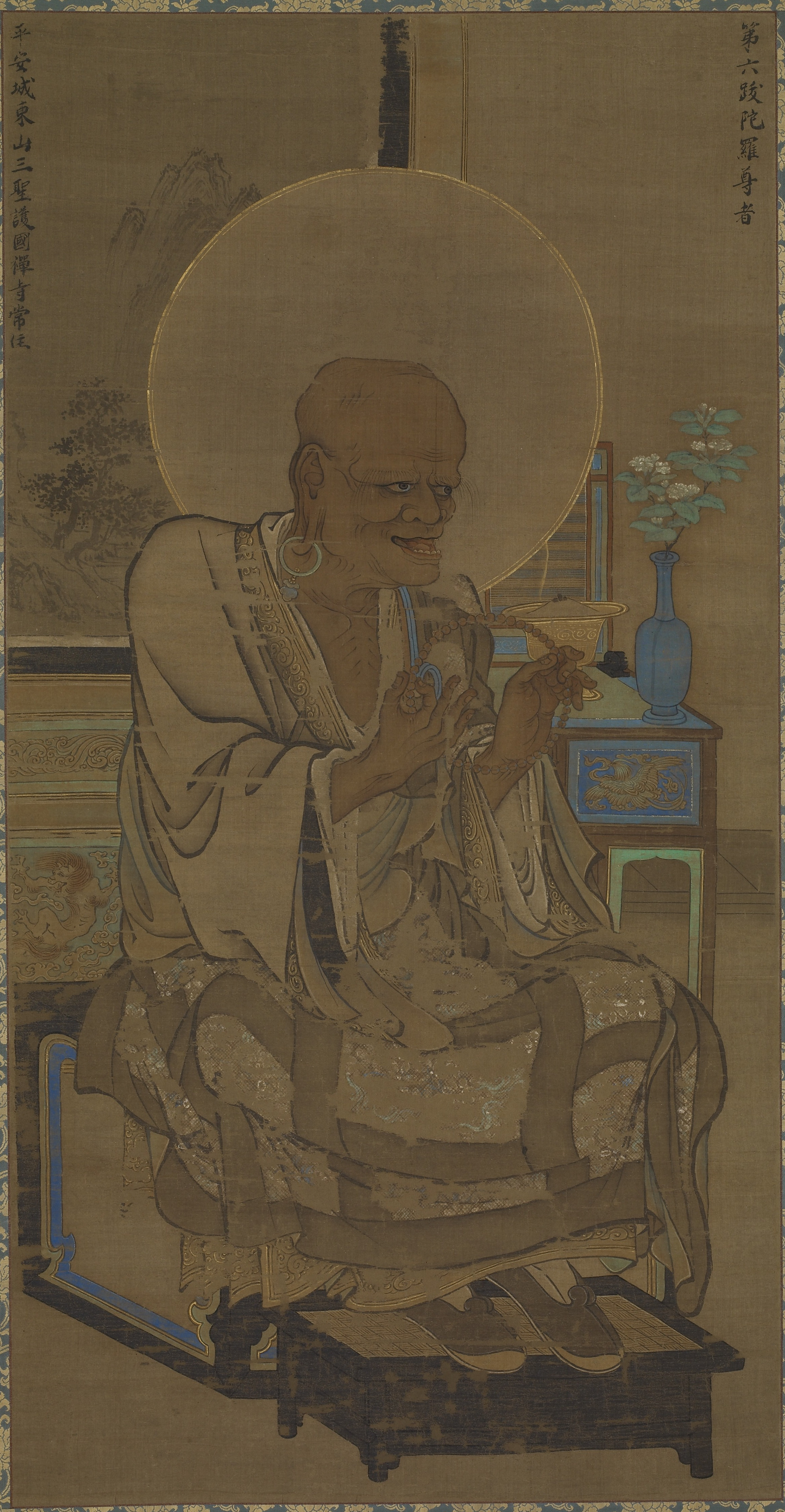
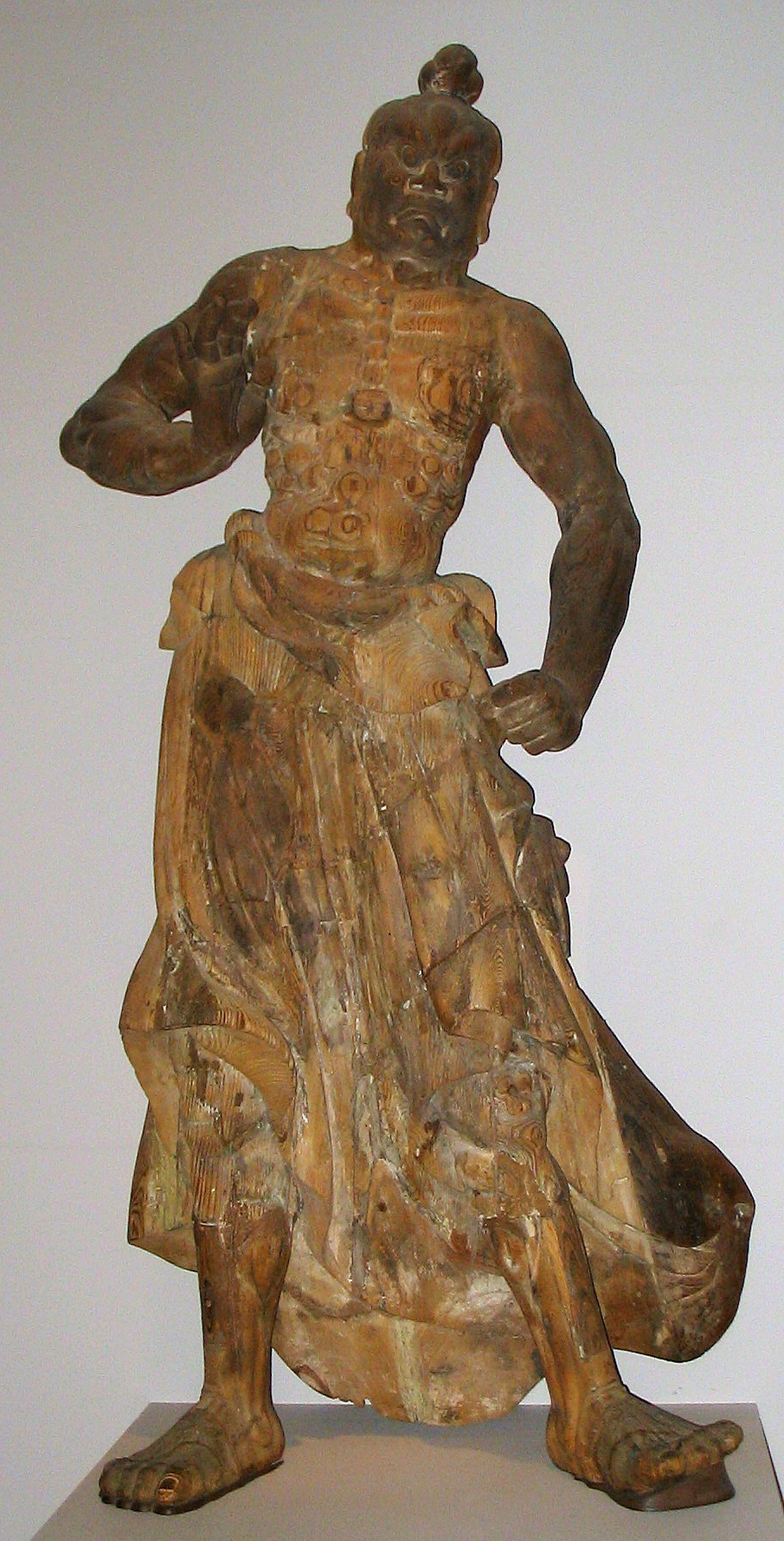

### 尼泊尔

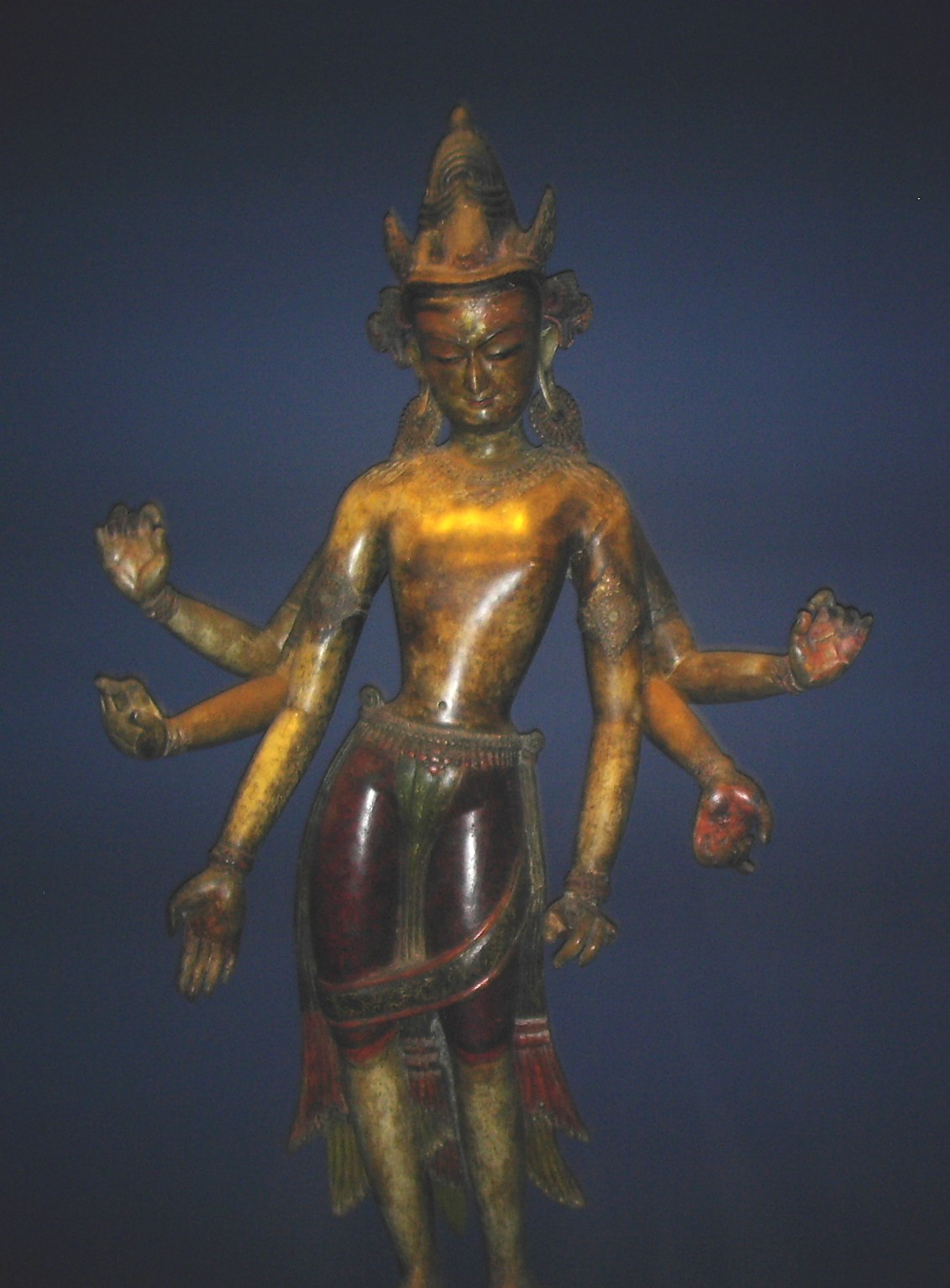

### 波斯

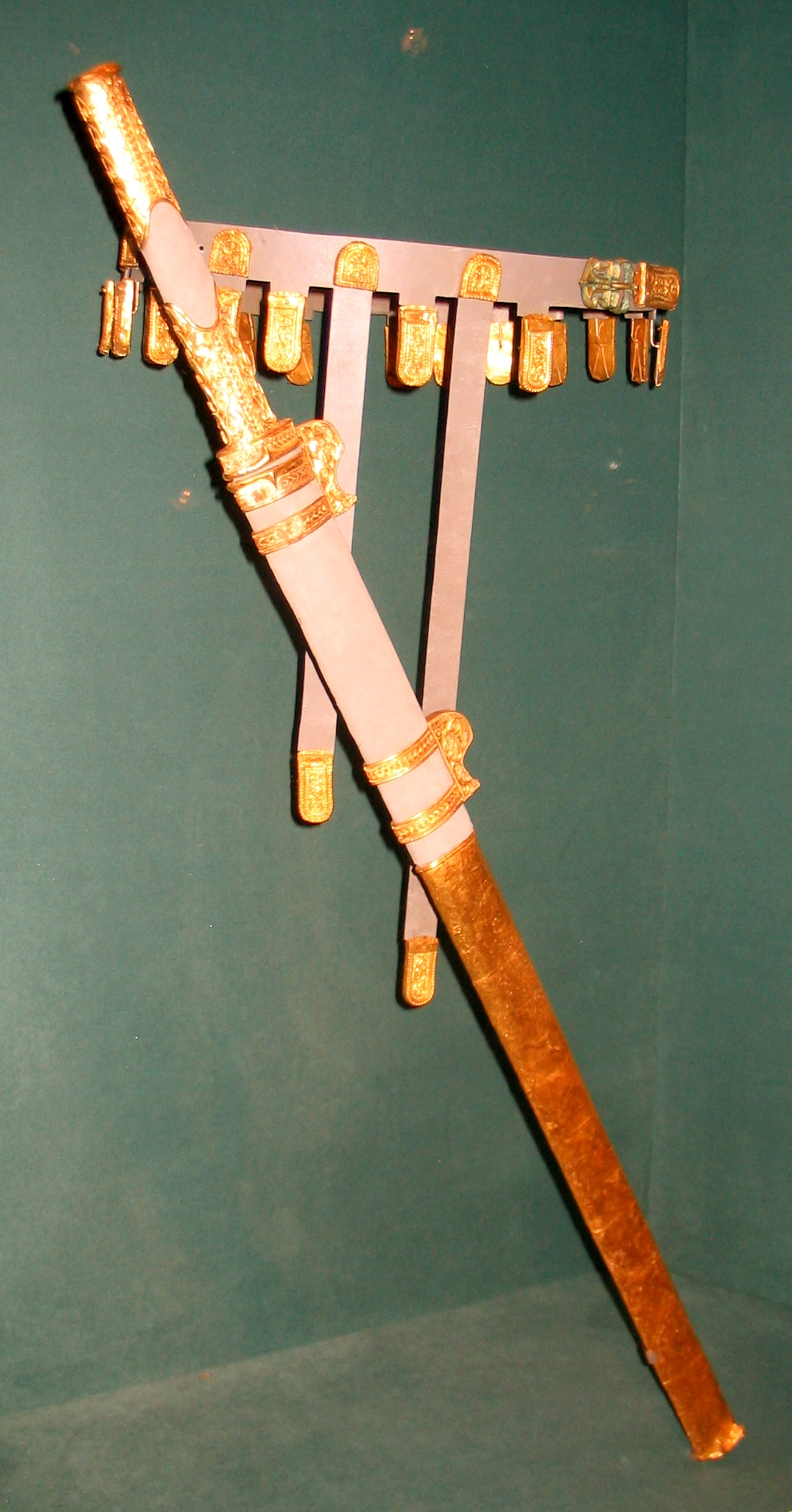
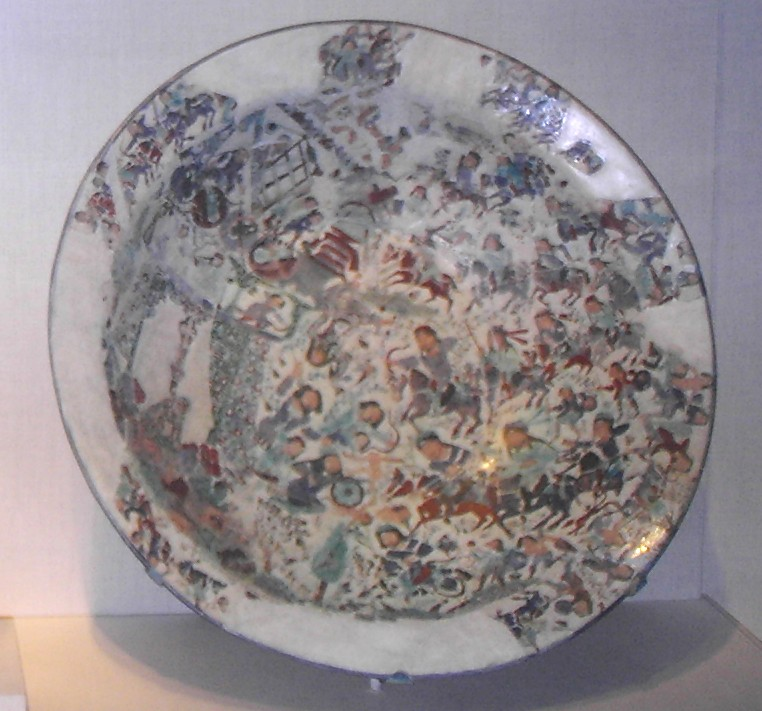
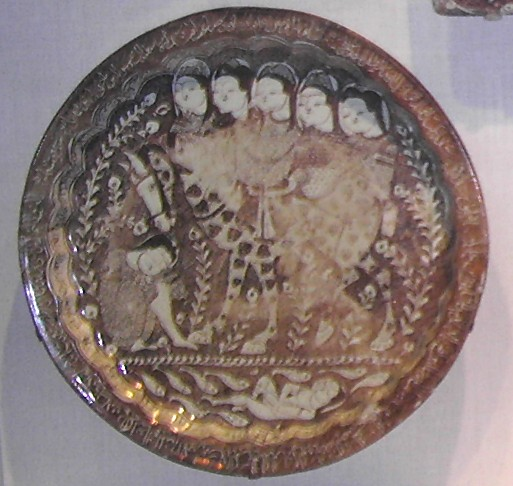

### 朝鲜半岛

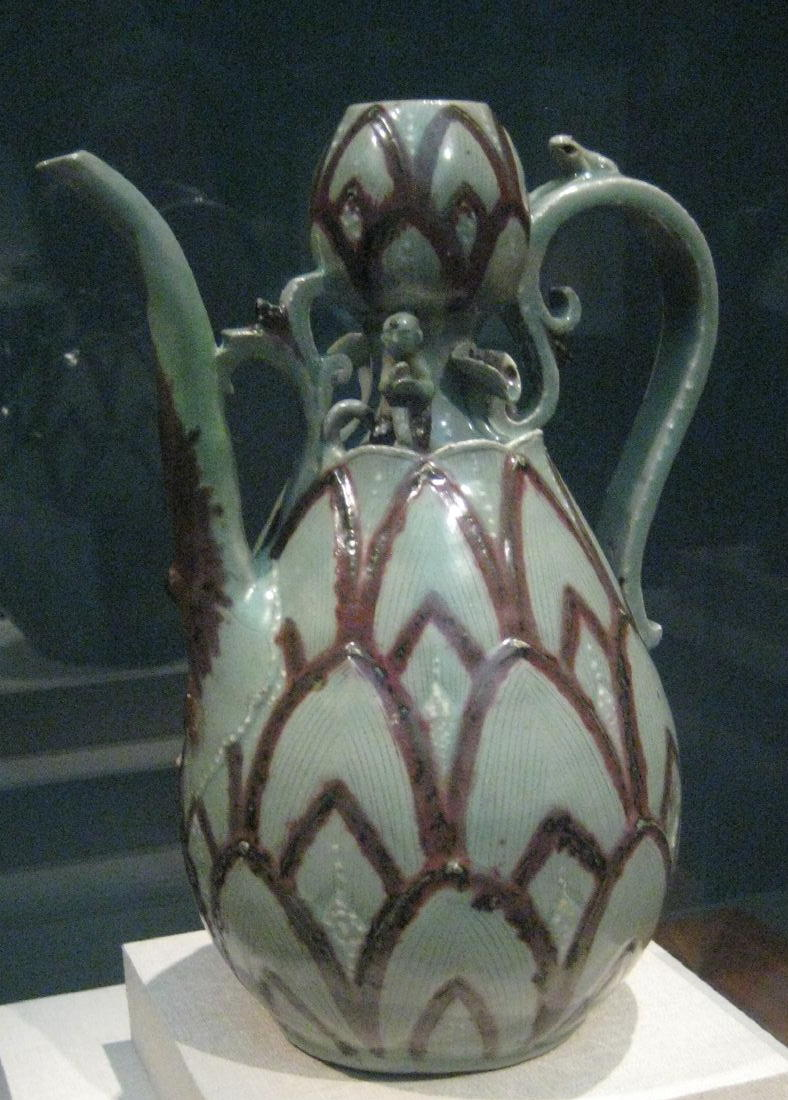
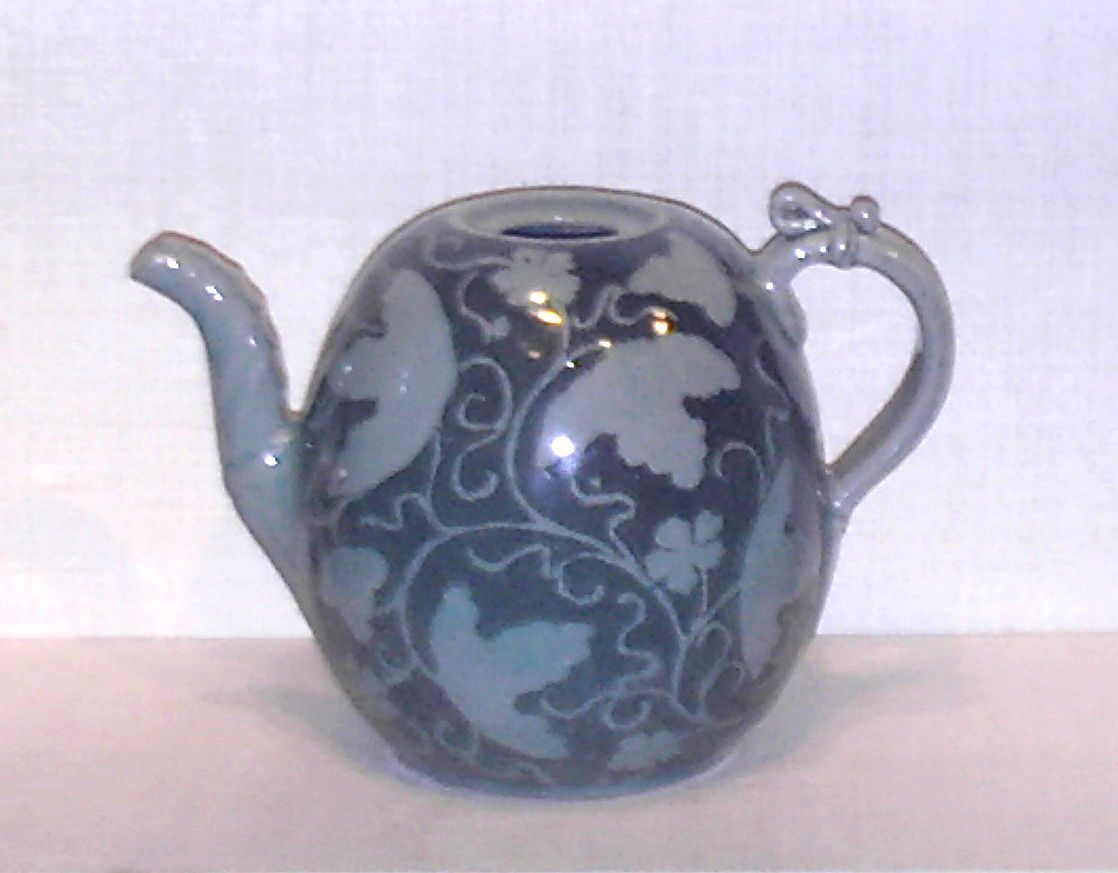

### 叙利亚

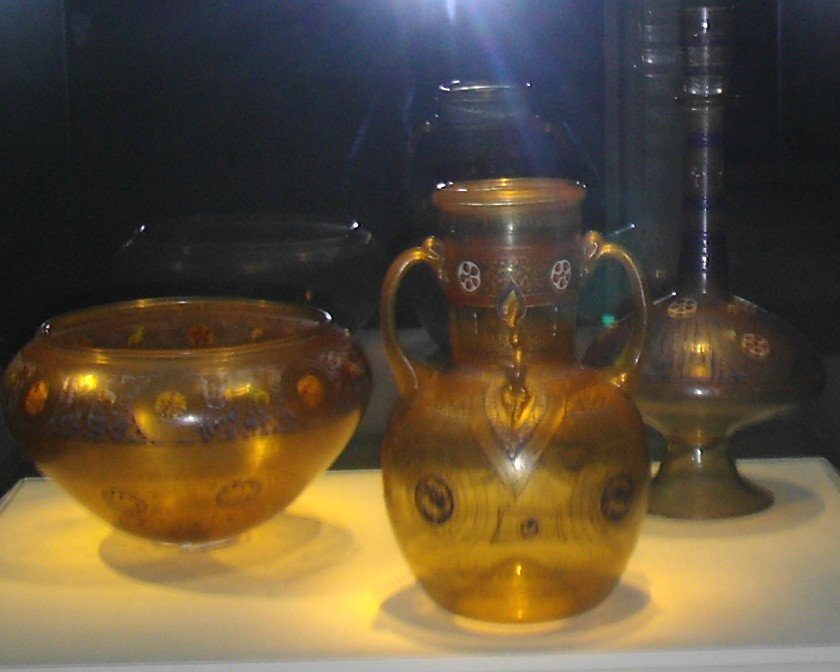

### 贵霜

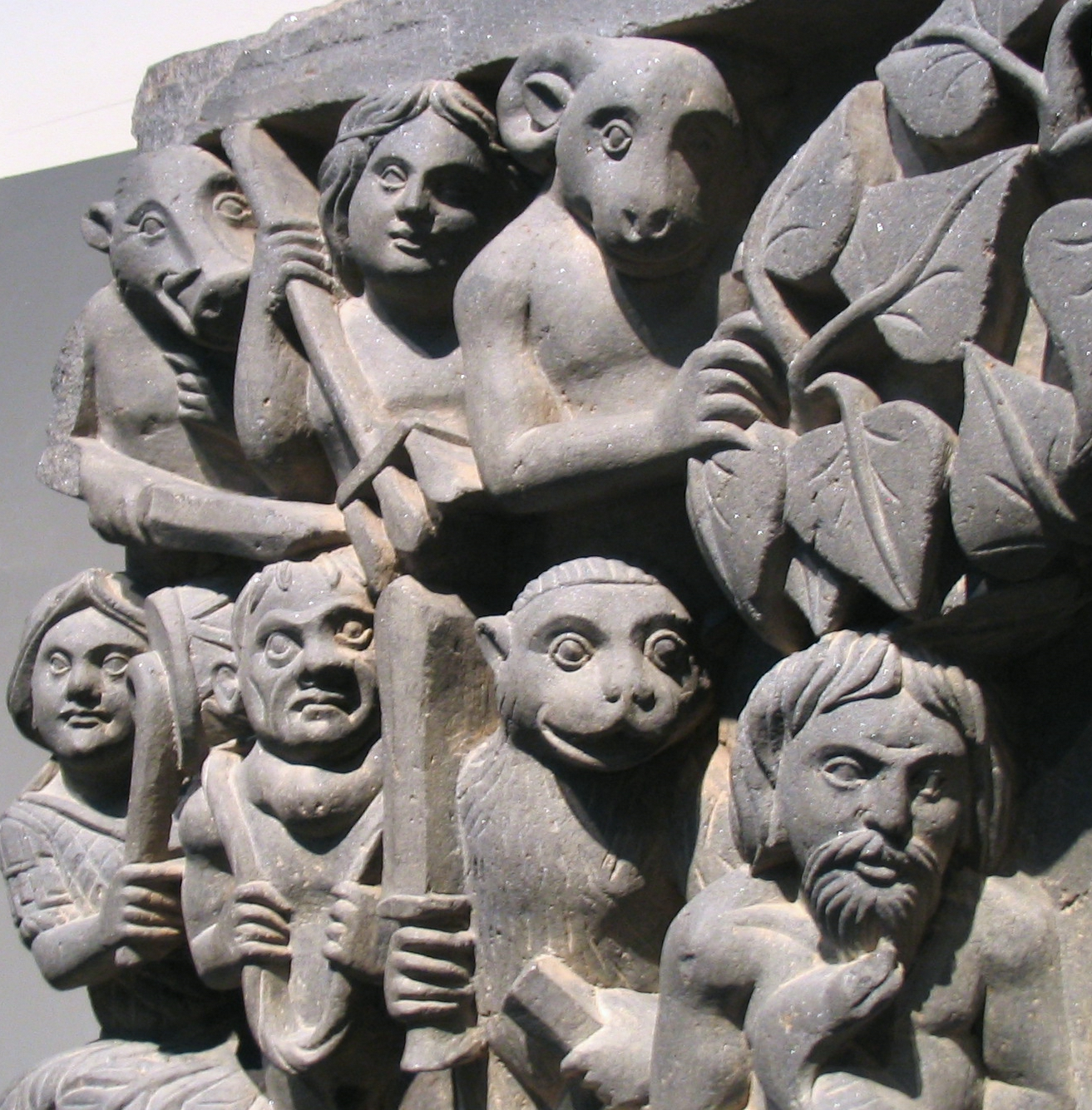
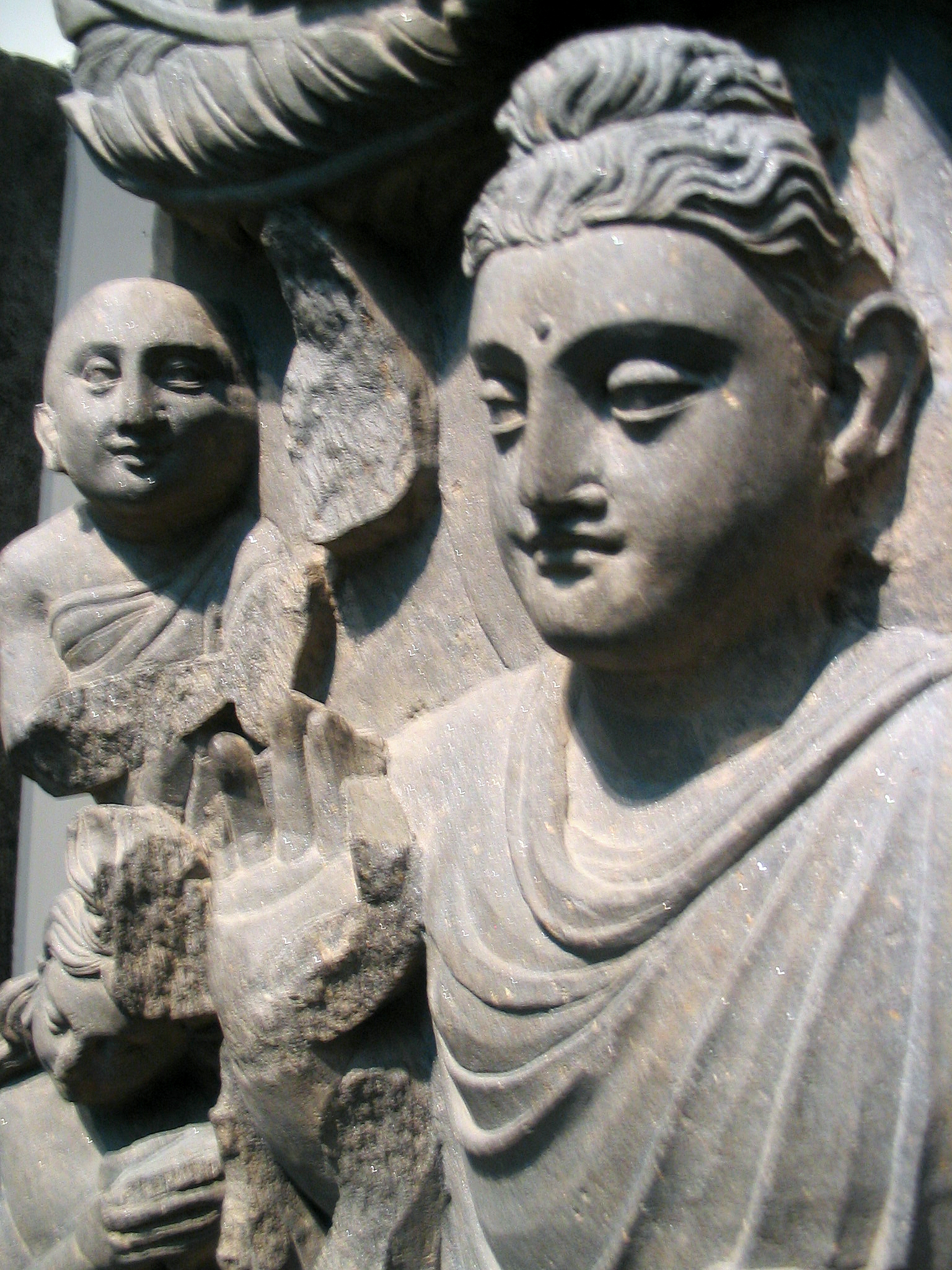
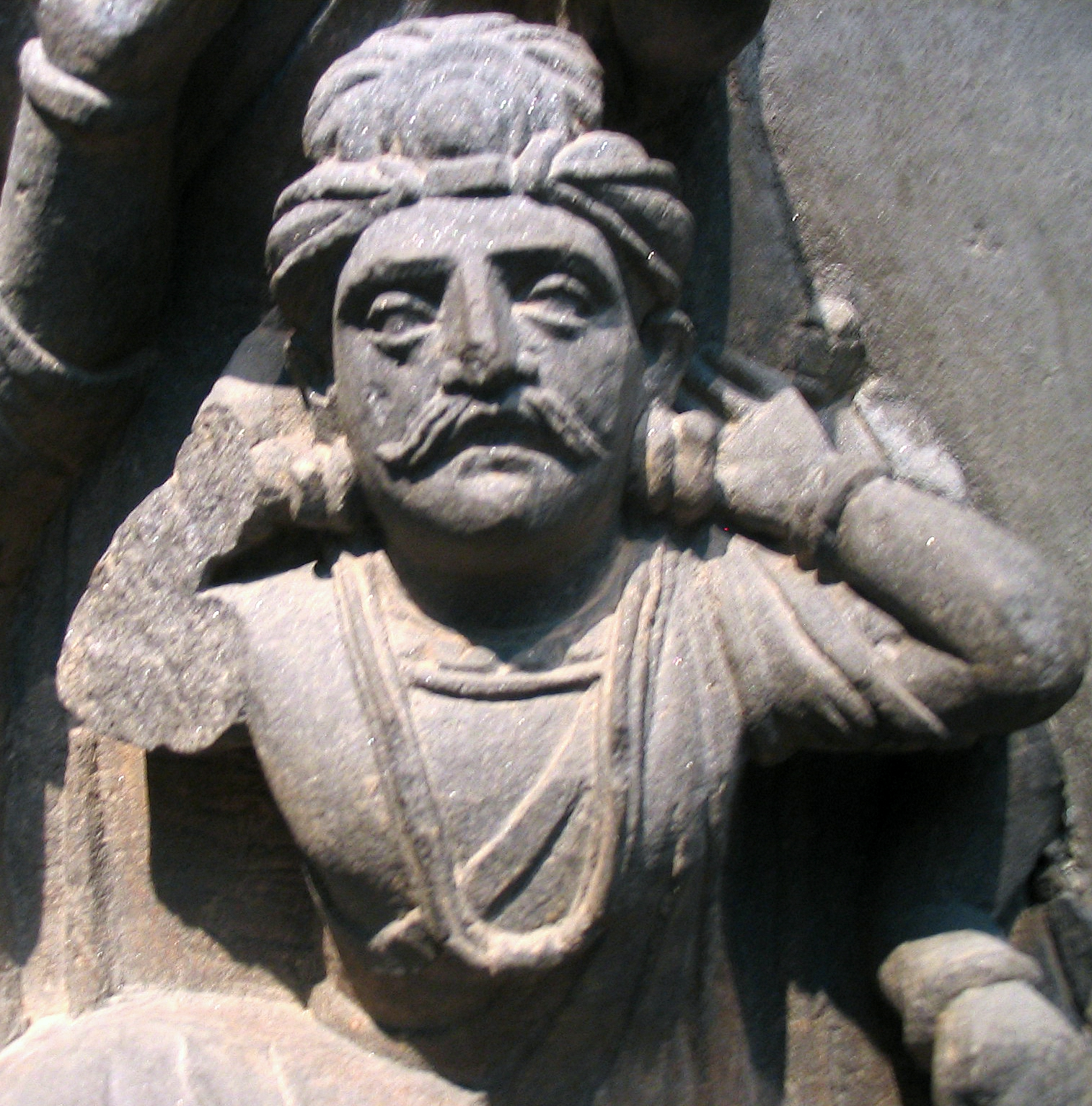